# Dramane Traoré
Dramane Traoré (Bamako, Malí, 17 de junio de 1982), futbolista maliense. Juega de delantero y su actual equipo es el Lokomotiv Moscú de la Primera División de Rusia. 

## Selección nacional
Ha sido internacional con la Selección de fútbol de Malí, ha jugado 16 partidos internacionales y ha anotado 4 goles.

## Clubes
| Club               | País   | Año       |
| ------------------ | ------ | --------- |
| Stade Malien       | Malí   | 1999-2000 |
| Djoliba AC         | Malí   | 2001-2002 |
| Ismaily SC         | Egipto | 2002-2004 |
| Club Africain      | Túnez  | 2004-2006 |
| Lokomotiv Moscú    | Rusia  | 2006-2008 |
| FC Kubán Krasnodar | Rusia  | 2009-     |